# شرطة الخميس
شُرْطَةُ اَلْخَمِيسِ مجموعةٌ أسَّسها المحاربون في عهد علي بن أبي طالب مستعدين للتضحية والفداء، وهم: المقدادُ بْنُ الأسود، وعمار بن ياسر، وأبو سِنَانٍ الأنصاري، وأبو عَمْرٍو الأنصاري، وسهل بْنُ حُنَيف، وعثمان بْنُ حُنَيف الأنصاري، والأَصبَغ بْنُ نُبَاتةَ، وقيسُ بْنُ سَعْدِ بْنِ عُبَادةَ.

## معناها
- المعنى اللغوي: الشَّرَطُ بفتحتين: العلامة، وأشْراطُ الساعة: علاماتها، وأشْرَط فلان نفسَهُ لأمر كذا، أيْ: أعلمها له وأعدها؛ قال الأصمعي: "ومنه سُمي «الشُّرَطُ»؛ لأنهم جعلوا لأنفسهم علامةً يُعرَفون بها [أي: كالهيئة والملبس]. والواحد شُرْطةٌ وشُرْطيٌ بسكون الراء فيهما. وقال أبو عُبيدة: سُمُّوا شُرَطاً: لأنهم أُعِدُّوا.[1] والخَمِيس: الجيش؛ لأنهم خَمس فرق: المُقَدِّمة، والقَلْب، والمَيمَنة، والمَيسَرة، والساق.

وذُكِر في «معجم مصطلحات الرجال والدراية»: «الشُّرطة -بضم الشين-: واحد الشُّرَط، والخَمِيس -بالفتح- في اللغة: بمعنى الجيش؛ سمي به لانقسامه إلى خمسة أقسام: المقدمة، والساقة، والميمنة، والميسرة، والقلب، وفي وجه التعبير به عن جماعة بحث، وعلى كل حال هم طائفة مخصوصة من الجيش».
وفي «التعليقة على إختيار معرفة الرّجال» للمير داماد نقلًا عن القاموس المحيط: «في القاموس في (خ س): الخَمِيس: الجيش؛ لأنه خمس فرق: المقدمة، والقلب، والميمنة، والميسرة، والساقة. وفي (ش ط): والشُّرْطَةُ، بالضم: ما اشْتَرَطْتَ، يقالُ: خُذْ شُرْطَتَكَ، وواحِدُ الشُّرَطِ، كصُرَدٍ، وهُمْ أولُ كَتِيبَةٍ تَشْهَدُ الحَرْبَ، وتَتَهَيَّأ للمَوْتِ، وطائِفَةٌ من أعوانِ الوُلاَةِ م، وهو شُرَطِيٌّ، كتُرْكِيٍّ وجُهَنِيٍّ، سُمُّوا بذلك، لأَنَّهُمْ أعْلَمُوا أنْفُسَهم بعَلاَماتٍ يُعْرَفُونَ بها».
- المعنى الاصطلاحي: هم جماعة من أصحاب علي بن أبي طالب، وكانوا ستة آلاف رجل.[4] قال البرقي: وقال علي بن الحكم: أصحاب أمير المؤمنين الذين قال لهم: تشرّطوا إنما أشارطكم على الجنة، ولست أشارطكم على ذهب ولا فضة. وقيل: إنمّا سمّوا بشرطة الخميس لأنهم يشترطون على الإمام، كما روي عن الأصبغ بن نباتة أنه قال: ضَمِنّا له الذبح، وضَمِن لنا الفتح.[5]

## عددهم
ذكر بعض الباحثين إن رجال شرطة الخميس كانوا خمسة أو ستة آلاف مقاتل، منهم: سلمان الفارسي، (بالرغم من وفاة سلمان الفارسي في عهد عثمان تاريخيًا) وأبو ذر الغفاري، والمقداد، وعمار بن ياسر، وأبو سنان الأنصاري، وأبو عمرو الأنصاري، وسهل بن حنيف، وعثمان بن حنيف، وعمرو بن الحمق الخزاعي، وميثم التمار، ورشيد الهجري، وحبيب بن مظاهر الأسدي، ومحمد بن أبي بكر، ومالك الأشتر، وسويد بن غفلة الجعفي، وحارث بن عبد الله الهمداني، وقنبر، وأويس القرني، وكميل بن زياد النخعي، والأصبع بن نباتة، ووهب بن عبد الله.

## منزلتهم عند الشيعة
عن إسماعيل بن بزيع عن أبي الجارود قال: قلت: للأصبغ بن نباتة: ما كان منزلة هذا الرجل فيكم؟ قال: ما أدري ما تقول؟ إلا أن سيوفنا كانت على عواتقنا، فمن أومأ إليه ضربناه بها، وكان يقول لنا: تشرطوا، فوالله ما أشتراطُكم لذهب، ولا فضة، وما اشتراطُكم إلا للموت، إن قوماً من قبلكم من بني إسرائيل، تشارطوا بينهم، فما مات أحد منهم، حتى كان نبي قومه أو نبي قريته، أو نبي نفسه، وإنكم بمنزلتهم غير أنكم لستم بأنبياء".